# Riccardia patens
Riccardia patens là một loài rêu trong họ Aneuraceae. Loài này được Hässel de Menéndez mô tả khoa học đầu tiên năm 1972.